# Jürgen Schlaeger
Jürgen Karl Erich Schlaeger (* 11. Dezember 1940 in Neuruppin) ist ein deutscher Anglist.

## Leben
Schlaeger besuchte das Augustinus-Gymnasium Weiden. Er studierte Anglistik, Slawistik und Geschichte in Würzburg (1962/1963) und Köln (1963 bis 1965) sowie als Stipendiat Englisch am Keble College der University of Oxford (1965 bis 1967). In Oxford erlangte er die Abschlüsse Bachelor of Arts (1967) und Master of Arts (1973).
1967 kam Schlaeger als Assistent von Wolfgang Iser, der bereits in Würzburg und Köln sein Lehrer gewesen war, an die Universität Konstanz. Dort folgten 1970 seine Promotion zum Dr. phil. und 1975 seine Habilitation. Anschließend lehrte Schlaeger in Konstanz von 1976 bis 1995 als Professor für Englische und Vergleichende Literaturwissenschaft. 1984/1985 hatte er einen Forschungsaufenthalt an der University of California, Irvine und 1991 übernahm er eine Gastprofessur an der Fudan-Universität in Shanghai. Von 1995 bis zur Emeritierung 2008 war er Professor für Literatur und Kultur in Großbritannien an der Humboldt-Universität zu Berlin. In dieser Zeit leitete er auch das dortige Großbritannien-Zentrum, das er mitbegründet hatte. Von 2014 bis 2023 war er ebenda als Senior Professor tätig.
In Anerkennung seines zivilgesellschaftlichen und akademischen Engagements für die deutsch-britischen Beziehungen wurde Schlaeger 2010 zum Honorary Commander of the Order of the British Empire ernannt.

## Schriften (Auswahl)
- Imitatio und Realisation. Funktionen poetischer Sprache von Pope bis Wordsworth. München 1974, OCLC 1160390709.
- Grenzen der Moderne. Gertrude Steins Prosa. Konstanz 1978, OCLC 561934477.
- als Herausgeber mit Gesa Stedman: The literary mind. Tübingen 2008, ISBN 978-3-8233-4179-6.
- Shakespeare prize 1937–2006. Trier 2013, ISBN 3-86821-450-X.